# 応用心理言語学 (雑誌)
応用心理言語学（Applied Psycholinguistics） は、心理言語学の分野における査読付き学術誌。言語発達や言語障害、特に言語横断的な視点からの研究など、この分野のあらゆる側面の研究を網羅している。1980年に設立され、ケンブリッジ大学出版局から季刊で発行されている。現在の編集長はRachel Hayes-Harb（ユタ大学）。

## 抄録と索引
応用心理学研究は以下のデータベースに抄録と索引が収録されている:
- CSA Linguistics & Language Behavior Abstracts
- CSA Sociological Abstracts
- Social Sciences Citation Index
- Current Contents
- Multicultural Education Abstracts
- Modern Language Association
- Current Index to Journals in Education
- Child Development Abstracts
- Special Educational Needs Abstracts